# 能代厚生医療センター
能代厚生医療センター（のしろこうせいいりょうセンター）は、秋田県能代市落合に所在する、秋田県厚生農業協同組合連合会（JA秋田厚生連）が設置する病院である。

## 沿革
かつては、能代市中心部の市街部（現在の能代ショッピングセンターの位置）に所在していたが、郊外の落合地区に新築移転した。
所在する能代市のほか、山本郡とその周囲、青森県西南部など広域をカバーする地域の中核病院として治療を行っている。1996年（平成8年）12月25日、災害拠点病院に、2008年（平成20年）2月8日、がん診療連携拠点病院に指定された。能代山本地区は当病院、地域医療機能推進機構秋田病院（JCHO秋田病院）、能代山本医師会病院の3病院で救急医療の輪番制をしいている。
2015年（平成27年）4月1日、名称を山本組合総合病院から能代厚生医療センターに変更した。

## 年表
- 1933年 - 開設。
- 1989年 - 落合への移転新築工事竣工、
- 1989年10月6日 救急告示病院指定[1]。
- 1993年 - 病院群輪番制病院指定。
- 1996年12月25日 - 災害拠点病院指定[1]。
- 1999年 - 訪問看護ステーション開設。
- 2008年 - がん診療連携拠点病院指定。
- 2015年4月1日 - 名称を能代厚生医療センターに改称。

## 院内施設
1階にはあきた白神農業協同組合（JAあきた白神）の相談窓口と本店管理の店舗外ATM（かつては、「能代厚生医療センター出張所」（旧・病院出張所）として有人窓口をおいていた）、ローソン店舗、理容室、美容室、レストランが設置されている。

## 交通アクセス
- JR五能線能代駅より車10分。
- JR五能線向能代駅より車5分。
- 秋北バス能代営業所管内路線・「しののめ号」「能代厚生医療センター前」より徒歩0分。